# Странски-Крастанов епитаксијални раст
Странски-Крастанов епитаксијални раст (СК раст) је један од три основна режима епитаксијалног нарастања танких филмова на површини кристала или субcтрата. Овај вид раста је познат и као „слој-плус-острво раст“, следи два корака: прво, нарастање танких филмова на кристалном супстрату, дебљине једног, два до неколико монослојева који прекривају цео супстрат, а потом, након постизања критичне дебљине слојева, расту следи нуклеација и сједињавање супстрата у острвца. Критична дебљина слојева при којим се догађа ово груписање супстрата у острвца зависи од коефициента напрезања и хемијског потенцијала депонованих слојева филма. Овај механизам нарастања су први пут извели Иван Странски и Љубомир Крастанов 1939. године. Овај рад је примећен тек 1958. године, када је Ернст Бауер објавио рад где је Странски-Крастанов раст, сврстао заједно са Волмер-Веберовим и Франк-ван дер Мервеовим механизмима у примарне процесе нарастања танких филмова. Од тада, овај механизам раста је предмет интензивних истраживања не само да би се разумела сложена термодинамика и кинетика формирања језгара танких филмова, него да би се изучио као примена за прављење напреднијих наноструктура у микроелектронској индустрији.